# Ring mamma!
Ring mamma! är en svensk komedifilm som hade premiär den 22 november 2019. Filmen är regisserad av Lisa Aschan, som även skrivit manus. Filmen har producerats för Garagefilm International AB av producent Anna-Maria Kantarius.

## Handling
Filmen handlar om Niki (Sanna Sundqvist) som nyligen fyllt 35 år och hennes mamma (Nina Gunke) och deras mamma-dotter-relation.

## Rollista (i urval)
| - Sanna Sundqvist – Niki - Nina Gunke – Sofia - Alexander Karim – Alex - Jonatan Rodriguez – Rodrigo - Evin Ahmad – Maggie - Eric Ericson – Tomas - Julia Corti Kopp – Liv | - Cecilia Forss – kvinnlig terapeut - Björn Gustafsson – Manlig terapeut - Viktor Frisk – Tindermassör - Anna Mannheimer – Granne - Aleksa Lundberg – Anna - Allan Linnér – Radiopsykolog - Victor Iván – Undersköterska - Emelie Strömberg – Trött mamma |